# 熱帶風暴薇帕 (2019年)
熱帶風暴薇帕（英語：Tropical Storm Wipha，國際編號：1907，聯合颱風警報中心：WP082019）為2019年太平洋颱風季第7個被命名的熱帶氣旋。「薇帕」一名由泰國提供，是婦女的名字。
韋帕雖然只屬熱帶風暴強度，但其季風低壓特性，使烈風圈東北面非常廣闊和鬆散，覆蓋廣東沿岸大部份地區。加上一段偏北路徑，結果縱使與港澳兩地相距西南逾250公里仍需令兩地氣象部門發出八號熱帶氣旋警告信號。

## 氣象歷史
7月28日，一個低壓區在南海形成，美國海軍研究實驗室給予擾動編號92W。不久後，聯合颱風警報中心將該系統評級為「低」。29日下午，評級升為「中」。
7月30日上午9時，日本氣象廳將其升格為熱帶低氣壓。不久後，聯合颱風警報中心將評級升為「高」，並發布熱帶氣旋形成警報。上午11時45分，香港天文台亦表示位於南海中至北部的低壓區正逐漸增強，一個熱帶氣旋似乎在形成中，並在下午3時40分將其升格為熱帶低氣壓。日本氣象廳亦在下午3時發出烈風警報。下午4時，台灣中央氣象局將其升格為熱帶低氣壓，給予編號12。下午5時，中國國家氣象中心亦將其升格為熱帶低氣壓。
7月31日早上6時45分，香港天文台將其升格為熱帶風暴。澳門地球物理暨氣象局在當天早上7時亦將其升格為熱帶風暴。上午8時，中國國家氣象中心將其升格為熱帶風暴。上午9時，日本氣象廳將其升格為熱帶風暴，給予國際編號1907，並命名為「薇帕」。聯合颱風警報中心也於同日下午5時將其升格為熱帶風暴，給予熱帶氣旋編號08W。
8月1日凌晨1時50分，中國國家氣象中心宣佈韋帕在海南省文昌市翁田鎮沿海登陸。不久後聯合颱風警報中心將其降格為熱帶低氣壓。上午11時，聯合颱風警報中心將其再次升格為熱帶風暴。受海南島地形影響，韋帕其後緩慢東移，再轉向西北移動。下午5時40分，中國國家氣象中心宣佈韋帕在廣東省湛江市坡頭區沿海再次登陸。8月2日晚上9時20分，中國國家氣象中心宣佈韋帕在廣西防城港市沿海第三次登陸。
8月3日早上5時，韋帕移動到越南北江省境内。聯合颱風警報中心於當日上午11時將其再次降格為熱帶低氣壓，並對其發布最後報告。下午9時，日本氣象廳降格為熱帶低氣壓。4日下午9時，日本氣象廳表示薇帕殘餘完全消散。
中國國家氣象中心在2020年4月20日發出的最佳路徑中，把韋帕最低氣壓下調至982百帕。

## 影響

### 澳門
| 紀念孫中山市政公園 · 23.8大炮台山 · 36.4外港碼頭 · 42.1污水處理廠 · －海事博物館 · 20.5友誼大橋 · 北峰 · 61.6友誼大橋 · 南峰 · 67嘉樂庇 · 總督大橋 · 66.6西灣大橋 · 67.3澳門大橋北 · －澳門大橋南 · －大潭山 · 44.3東亞運站 · －九澳 · 59.4路環分站 · 19.4澳門大學 · 49.7class=notpageimage\| 澳門氣象局氣象站錄得最高10分鐘平均風速，單位為公里每小時（km/h）。圖例： · 代表沒有數據 · 代表錄得清勁以下風力 · 代表錄得清勁至強勁風力 · 代表錄得疾勁至烈風風力 | 紀念孫中山市政公園 · 16.4大炮台山 · 32.7外港碼頭 · 34.7污水處理廠 · －海事博物館 · 16.3友誼大橋 · 北峰 · 57.8友誼大橋 · 南峰 · 61.9嘉樂庇 · 總督大橋 · 63.4西灣大橋 · 63.3澳門大橋北 · －澳門大橋南 · －大潭山 · 38.8東亞運站 · －九澳 · 44.7路環分站 · 15.3澳門大學 · 38.9class=notpageimage\| 澳門氣象局氣象站錄得最高每小時平均風速，單位為公里每小時（km/h）。圖例： · 代表沒有數據 · 代表錄得清勁以下風力 · 代表錄得清勁至強勁風力 · 代表錄得疾勁至烈風風力 |

當地發出之最高熱帶氣旋信號：  八號東北風球
當地發出之最高風暴潮警告：黃色風暴潮警告
最接近當地時間：2019年7月31日下午10時
最接近當地距離：澳門之西南偏南約270公里
澳門地球物理暨氣象局在7月30日下午12時30分發出一號風球，並晚間視乎情況考慮是否改發三號風球，並於當晚9時發出三號風球。氣象局先後表示將於凌晨5時及中午前維持，並表示改發更高風球機會低。
但因韋帕較預期較接近澳門，氣象局表示將於中午12時至下午2時考慮改發八號風球，接近中午12時，氣象局宣佈於下午2時發出八號東北風球，並預料會在日間維持，當時韋帕集結在澳門以南約340公里 ，是有紀錄以來只以熱帶風暴強度最遠發出八號風球，但紀錄已先後被2020年熱帶風暴浪卡及2021年熱帶風暴獅子山所打破。

#### 巴士罕有在八號風球下有限度服務
韋帕襲澳期間，由於所有公共巴士和電召的士服務暫停，但往返港澳的陸路交通港珠澳大橋穿梭巴士沒有因港澳發出八號風球期間暫停運作，除路氹城路氹邊檢大樓外，所有珠澳口岸仍然正常開放，由於風勢不大，不斷有遊客來澳，導致大批旅客滯留關閘、港珠澳大橋澳門邊檢大樓和亞馬喇前地，而且在新的士法實施下大部分的士不敢開天殺價改為在發出八號風球後停止服務，大批旅客同樣在關閘和港珠澳大橋澳門邊檢大樓的士站內滯留。交通事務局於下午3點起安排部分巴士路線如25AX、25B、102X巴士路線以特班車形式開出疏導旅客，由於跨海大橋因八號風球生效而封閉，特班車改以亞馬喇前地為始發站或終點站，由於遊客數量太多，交通事務局將特班車運作時間不斷延長直至翌日凌晨1時才結束。另外，101X巴士路線雖然在今次八號風球生效期間原計劃在發出八號風球後1小時停駛，但因港珠澳大橋澳門邊檢大樓滯留旅客眾多改以深夜班次方式運作，而該路線是唯一一條在今次發出八號風球期間仍以正常路線行駛的巴士路線。後來，交通事務局規定，當氣象局發出八號風球後，所有巴士路線包括港珠澳大橋穿梭巴士需要暫停營運。

#### 過早除下八號風球
8月1日凌晨，韋帕開始遠離澳門，氣象局在凌晨1時半改發三號風球，並預料會在日間維持，當時韋帕集結在澳門之西南約310公里。及後表示在當天維持及在8月2日凌晨三時前維持。不過澳門在取消八號東北風球後，三條大橋風力仍達烈風程度，風力甚至比八號風球生效時還要大，直到8月1日早上6時烈風才消退，顯示氣象局取消八號風球時間過早。
氣象局在8月2日凌晨五時改發一號風球，當時韋帕集結在澳門西南偏西約450公里，並預料在中午12時前維持。澳門氣象局在8月2日中午12時除下所有風球，當時韋帕集結在澳門西南偏西約490公里。受韋帕雨帶影響，8月2日下午1時40分至4時15分，氣象局一度發出暴雨警告信號。

### 香港
當地發出之最高熱帶氣旋警告信號： 八號東北烈風或暴風信號
最接近當地時間：2019年7月31日下午5時
最接近當地距離：香港之西南偏南約310公里
香港天文台在7月30日上午11時45分表示，位於南海中至北部的低壓區正逐漸增強，一個熱帶氣旋似乎在形成中，並在下午3時40分發出一號戒備信號，當時韋帕集結在香港之東南偏南約490公里。一號信號生效不足6小時，天文台便於當晚9時15分發出三號強風信號，並預計會在翌日日出前維持。當時韋帕集結在香港以南約500公里。
韋帕於7月31日上午增強為熱帶風暴，並持續採取較偏北的路徑移動，天文台在7月31日早上9時45分表示韋帕當日會逐漸靠近廣東西部沿岸，並於同日稍後最接近香港。由於預料當日下午香港風力會有所增強，並有頻密狂風大雨及強烈雷暴，海面亦會有大浪及湧浪，天文台在上午11時40分發「熱帶氣旋之特別報告」，宣佈預計在下午2時或之前發出八號熱帶氣旋警告信號。受韋帕的雨帶影響，天文台在上午11時55分發出黃色暴雨警告信號，至下午2時35分取消。隨著香港風勢繼續增強，橫瀾島在中午12時前後錄得暴風，天文台在下午1時40分發出八號東北烈風或暴風信號，當時韋帕集結在香港之西南偏南約340公里，此情況非常罕見，根據過往情況，天文台在處理熱帶風暴強度的熱帶氣旋時，會待風暴進入香港100公里範圍內才會發出八號信號，但韋帕具有季風低壓特性且強度較弱而未及整合致環流不對稱，其東北方烈風圈寬達180海浬（約330公里）和結構鬆散，故韋帕即使距港逾300公里，天文台也發出八號信號。八號信號生效期間，香港普遍吹偏東強風，離岸及高地吹烈風。受韋帕的雨帶影響，天文台在下午5時半再度發出黃色暴雨警告信號。隨着雨勢加劇，天文台分別於晚上8時、晚上8時25分和晚上8時40分發出紅色暴雨警告信號、新界北部水浸特別報告及山泥傾瀉警告。隨著韋帕逐漸遠離香港，天文台先在晚上9時半直接取消所有暴雨警告信號、新界北部水浸特別報告，後在晚上9時45分表示於午夜前後考慮改發三號信號。天文台於晚上11時40分改發三號強風信號，新界北部水浸特別報告亦在翌日午夜12時取消。
韋帕的強烈雨帶在8月1日早上繼續影響香港，持續帶來頻密狂風大雨，天文台於早上7時25分發出黃色暴雨警告信號。受韋帕的東面環流影響，部分地區風力不跌反升。長洲風力再度升至烈風上限程度，並錄得風暴期間最高10分鐘平均風速每小時87公里；青衣在早上7時40分錄得最高持續風速每小時43公里，為該站在風暴期間首次錄得強風；機場、流浮山及沙田亦所錄得的最高風速比八號信號生效時更高，可見改發三號信號後風勢仍然強勁，因此有意見認為天文台改發三號強風信號的時間過早。隨著韋帕進一步遠離香港，天文台在晚上7時20分改發一號戒備信號，當時韋帕集結在香港之西南偏西約400公里，隨即表示當本港風力進一步減弱時，天文台會取消所有熱帶氣旋警告信號。不過在天文台改發一號信號後，位於維港的尖沙咀天星碼頭一度再次錄得強風。黃色暴雨警告生效約13小時半，天文台終在晚上9時取消所有暴雨警告信號，是史上第四長。天文台在8月2日早上8時15分表示隨着境內風力繼續減弱，即將取消所有熱帶氣旋警告信號。隨後在早上8時40分取消所有熱帶氣旋警告信號，當時韋帕集結在香港西南偏西約530公里；山泥傾瀉警告亦在上午9時25分取消。在八號信號被較低信號取代後，33小時才取消所有熱帶氣旋警告信號，打破2013年超強颱風尤特的27小時紀錄，成為有紀錄以來第二長。最長紀錄是1978年強烈熱帶風暴愛娜斯，當時取代八號信號的三號強風信號長達51小時55分鐘，之後更再度懸掛八號信號。
風暴期間，天文台8個參考自動氣象站有6個錄得強風、1個錄得烈風，三號信號達標，但八號信號不達標，當中機場和長洲均以些微之差，分別未錄得烈風及暴風。長洲、機場、西貢、流浮山、啟德和青衣錄得之最高10分鐘平均風速為每小時87、60、56、53、47和43公里。

### 中國大陸
當地發佈之最高颱風預警信號： 颱風藍色預警信號
中國國家氣象中心在30日下午5時將該系統升為熱帶低壓，並於下午6時發佈颱風藍色預警信號。31日上午8時，中國國家氣象中心將該系統升為熱帶風暴。國家海洋預報台在31日對南海沿岸的廣東、廣西、海南發佈海浪黃色警報和風暴潮黃色警報。

#### 海南
當地發佈之最高颱風預警信號： 颱風黃色預警信號
海南省氣象局於30日18時發佈颱風藍色預警信號，並於31日9時20分升為颱風黃色預警信號。瓊州海峽在31日早間7時起封航，所有客滾船隻停航。進出海南島的所有旅客列車也都停運，部分過海列車調整運行，從海口或三亞始發或終止的列車調整至湛江、佛山、廣州等地始發或終止，海南環島高鐵在31日16時停止運行。
中國國家氣象中心宣佈韋帕在8月1日1時50分在海南文昌市登陸，登陸後其在海南島東北部徘徊少動。受韋帕徘徊少動的影響，海口出現持續強降雨，市區多個路段內澇嚴重。

#### 廣東
當地發佈之最高颱風預警信號： 颱風黃色預警信號
廣東在31日上午10時啟動防風IV級應急響應。受韋帕的影響，廣東番禺、南沙的港澳高速船、瓊州海峽以及大部分的鄉鎮渡口已停航。
廣東近海已觀測到3-4.7米的大到巨浪，沿岸地區出現2米以上的中到大浪；深圳至雷州半島東側一帶沿岸出現30-80釐米的風暴增水。國家海洋預報台對上述地區發佈海浪和風暴潮黃色警報。

#### 廣西
當地發佈之最高颱風預警信號： 颱風黃色預警信號

### 越南
越南中央水文氣象預報中心表示，第3號颱風「韋帕」在8月2日晚上10時抵達廣寧省。韋帕在該國北部引發水浸，造成10人死亡、11人失蹤，當中大部份死者來自清化省，該省的經濟損失達1360億越南盾（586萬美元）。

## 熱帶氣旋警告使用紀錄

### 香港
| 香港天文台 熱帶氣旋警告信號 | 香港天文台 熱帶氣旋警告信號 | 香港天文台 熱帶氣旋警告信號 |
| --------------------------- | --------------------------- | --------------------------- |
| 上一熱帶氣旋                | 一號戒備信號                | 下一熱帶氣旋                |
| 熱帶風暴木恩                | 一號戒備信號                | 強烈熱帶風暴白鹿            |
| 超強颱風玉兔                | 三號強風信號                | 熱帶風暴劍魚                |
| 超強颱風山竹                | 八號東北烈風或暴風信號      | 颱風海高斯                  |
| 超強颱風山竹                | 八號烈風或暴風信號          | 颱風海高斯                  |

### 澳門
| 地球物理暨氣象局 熱帶氣旋信號 | 地球物理暨氣象局 熱帶氣旋信號 | 地球物理暨氣象局 熱帶氣旋信號 |
| ----------------------------- | ----------------------------- | ----------------------------- |
| 上一熱帶氣旋                  | 一號風球                      | 下一熱帶氣旋                  |
| 熱帶風暴木恩                  | 一號風球                      | 強烈熱帶風暴白鹿              |
| 熱帶風暴木恩                  | 三號風球                      | 熱帶低氣壓劍魚                |
| 超強颱風山竹                  | 八號東北風球                  | 颱風海高斯                    |
| 超強颱風山竹                  | 八號風球                      | 颱風海高斯                    |

### 中國大陸
| 国家气象中心 颱風預警信號 | 国家气象中心 颱風預警信號 | 国家气象中心 颱風預警信號 |
| ------------------------- | ------------------------- | ------------------------- |
| 上一熱帶氣旋              | 颱風藍色預警信號          | 下一熱帶氣旋              |
| 熱帶風暴丹娜絲            | 颱風藍色預警信號          | 超強颱風利奇馬            |

## 外部連結
| 太平洋颱風季             |
| 主題頁 - 專題 - 編輯指南 |

- （繁體中文）香港天文台：熱帶風暴韋帕報告 （页面存档备份，存于）、熱帶氣旋概述（2019年7月 （页面存档备份，存于）、2019年8月 （页面存档备份，存于））、天氣回顧（2019年7月 （页面存档备份，存于）、2019年8月 （页面存档备份，存于）、實時天氣稿（7月30日 （页面存档备份，存于）－31日 （页面存档备份，存于）一8月1日 （页面存档备份，存于）一8月2日 （页面存档备份，存于））
- （日語）日本氣象廳首頁 （页面存档备份，存于）
- （英文）美國聯合颱風警報中心首頁 （页面存档备份，存于）
- （简体中文）中國國家氣象中心首頁
- （繁體中文）臺灣中央氣象局首頁 （页面存档备份，存于）
- （繁體中文）澳門地球物理暨氣象局首頁 （页面存档备份，存于）
- （英文）菲律賓大氣地球物理和天文服務管理局首頁 （页面存档备份，存于）